# Georges Appaix
Georges Appaix, né à Marseille en 1953, est un danseur et chorégraphe français de danse contemporaine.

## Biographie
Georges Appaix a suivi une formation d'ingénieur aux Arts et métiers à Aix-en-Provence, puis il a étudié le saxophone au conservatoire et s'est parallèlement essayé a la danse. Il décide de poursuivre une carrière artistique et étudie auprès d'Odile Duboc et entre dans sa compagnie. En 1984, il crée sa propre compagnie qu'il intitule La Liseuse, en raison de sa passion pour la littérature. En 1995, il inaugure les studios de La Liseuse à Marseille où il travaille depuis.
Ses chorégraphies privilégient la langue (écrite, orale, voire chantée) comme moteur rythmique, où se mêlent humour et poésie. Les titres de ses spectacles depuis 1985 sont créés, par ordre alphabétique.

## Principales chorégraphies
- 1984 : Le Bel Été
- 1985 : Antiquités
- 1988 : L'Arrière-salle
- 1989 : Basta !
- 1991 : Erre de Trois
- 1994 : Clic
- 1995 : Hypothèse fragile
- 1998 : Kouatuor
- 1999 : L est là
- 1999 : Moment
- 2000 : Impromptu
- 2001 : M. encore !
- 2004 : Non seulement...
- 2004 : Once Upon a Time...
- 2005 : Pentatonique
- 2006 : A posteriori